# エレノール酸
エレノール酸（英:Elenolic acid）は、オリーブ・オイルやオリーブの葉から抽出される化合物である。エレノール酸は、オリーブの成熟を示すマーカーであると考えられている。